# (23949) Dazapata
(23949) Dazapata est un astéroïde de la ceinture principale.

## Description
(23949) Dazapata est un astéroïde de la ceinture principale. Il fut découvert le 28 octobre 1998 à Socorro (Nouveau-Mexique) par le projet LINEAR. Il présente une orbite caractérisée par un demi-grand axe de 3,00 UA, une excentricité de 0,10 et une inclinaison de 9,0° par rapport à l'écliptique.

## Compléments